# Cratere Vinogradsky
Vinogradsky  è un cratere sulla superficie di Marte.